# ستيفاني ريهي
ستيفاني ريهي (بالإنجليزية: Stephanie Rehe)‏ مواليد 5 نوفمبر 1969 في كاليفورنيا، الولايات المتحدة، هي لاعبة كرة مضرب أمريكية سابقة بدأت مسيرتها كمحترفة سنة 1985 وكانت تلعب باليد اليمنى، اعتزلت اللعب في 1993. كما أنها إحدى بطلات الجراند سلام. أعلى تصنيف لها في الفردي كان المركز الـ 10 في سنة 1989. أعلى تصنيف لها في الزوجي كان المركز الـ 10 في سنة 1992.

## بطولات حققتها
- بطولة ويمبلدون

## النهائيات

### الفردي: 7 (5-2)
| الحصيلة | الرقم | التاريخ         | الدورة            | الأرضية | المنافس           | النتيجة            |
| ------- | ----- | --------------- | ----------------- | ------- | ----------------- | ------------------ |
| الفوز   | 1.    | سبتمبر 15, 1985 | سولت لايك سيتي    | صلبة    | كاميل بنيامين     | 6–2, 6–4           |
| الفوز   | 2.    | نوفمبر 10, 1985 | تامبا             | صلبة    | غابرييلا ساباتيني | 6–4, 6–7(4–7), 7–5 |
| الوصافة | 1.    | أغسطس 3, 1986   | سان دييغو         | صلبة    | ميليسا غرني       | 2–6, 4–6           |
| الفوز   | 3.    | أكتوبر 18, 1987 | سان خوان          | صلبة    | كاميل بنيامين     | 7–5, 7–6(7–4)      |
| الوصافة | 2.    | أبريل 17, 1988  | بطولة طوكيو للتنس | صلبة    | باتي فينديك       | 3–6, 5–7           |
| الفوز   | 4.    | أبريل 24, 1988  | تايوان            | سجاد    | بريندا شولتز      | 6–4, 6–4           |
| الفوز   | 5.    | أغسطس 7, 1988   | سان دييغو         | صلبة    | آن غروسمان        | 6–1, 6–1           |

### الزوجي: 4 (2–2)
| الحصيلة | الرقم | التاريخ        | الدورة               | الأرضية | الشريك            | المنافس                    | النتيجة            |
| ------- | ----- | -------------- | -------------------- | ------- | ----------------- | -------------------------- | ------------------ |
| الفوز   | 1.    | مايو 26, 1991  | ستراسبورغ الدولية    | ترابية  | لوري ماكنيل       | مانون بوليجراف مرسيدس باز  | 6–7(2–7), 6–4, 6–4 |
| الفوز   | 2.    | مارس 1, 1992   | إنديان ويلز للماسترز | صلبة    | كلوديا كوده-كيليش | جيل هيثرنجتون كاثي رينالدي | 6–3, 6–3           |
| الوصافة | 1.    | أبريل 12, 1992 | بطولة طوكيو للتنس    | صلبة    | كيميكو ديت        | إيمي فرايزر ريكا هيراكي    | 7–5, 6–7(5–7), 0–6 |
| الوصافة | 2.    | أكتوبر 4, 1992 | بايون                | سجاد    | كلوديا كوده-كيليش | ليندا فراندو بترا لانجوفا  | 6–1, 3–5, 4–6      |

## الخط الزمني للفردي
مفتاح
| ف | ن | ن.ن | ر.ن | د# | د.م | ل | أ.أ | ت | غ | ب | ف | ذ | م.خ | ل.ت |

(ف) فاز بالبطولة (ن) وصل النهائي (ن.ن) نصف النهائي (ر.ن) ربع النهائي (د#) الأدوار الأربعة الأولى (د.م) دور المجموعات (ل) شارك في كأس ديفيز (أ.أ) خرج من الأدوار الاولى (ت) خسر التصفيات التأهيلية (غ) غاب عن الحدث أو البطولة (ب) حصل على ميدالية برونزية (ف) حصل على ميدالية فضية (ذ) حصل على ميدالية ذهبية (م.خ) بطولة الماسترز خُفضت إلى مرتبة أقل (ل.ت) البطولة لم تعقد في السنة المعينة.
لتجنب الارتباك وازدواجية الحساب، يتم تحديث هذه المعلومات إما في نهاية البطولة، أو عندما تكون مشاركة اللاعب في البطولة قد انتهت.
| الدورة            | 1984  | 1985  | 1986  | 1987  | 1988  | 1989  | 1990  | 1991  | 1992  | 1993  | إجمالي ف/م |
| ----------------- | ----- | ----- | ----- | ----- | ----- | ----- | ----- | ----- | ----- | ----- | ---------- |
| أستراليا المفتوحة | غ     | غ     | ل.ت   | غ     | غ     | غ     | غ     | غ     | د2    | د2    | 0 / 2      |
| فرنسا المفتوحة    | د1    | غ     | غ     | د4    | د1    | غ     | غ     | د2    | غ     | غ     | 0 / 4      |
| بطولة ويمبلدون    | غ     | د3    | د1    | غ     | د3    | غ     | غ     | د1    | غ     | غ     | 0 / 4      |
| أمريكا المفتوحة   | د1    | د1    | د4    | غ     | د4    | غ     | غ     | غ     | د2    | غ     | 0 / 5      |
| م.ف               | 0 / 2 | 0 / 2 | 0 / 2 | 0 / 1 | 0 / 3 | 0 / 0 | 0 / 0 | 0 / 2 | 0 / 2 | 0 / 1 | 0 / 15     |
| تصنيف نهاية العام | ب.ت   | 18    | 19    | 28    | 14    | ب.ت   | 58    | 125   | 75    | ب.ت   |            |

- إجمالي ف / م = إجمالي الفوز والمشاركة

## روابط خارجية
- ستيفاني ريهي على موقع IMDb (الإنجليزية)
- ستيفاني ريهي على موقع رابطة محترفات التنس (الإنجليزية)
- ستيفاني ريهي على موقع الاتحاد الدولي لكرة المضرب (الإنجليزية)
- ستيفاني ريهي على موقع خلاصة التنس.كوم (الإنجليزية)